# Järptjärn (naturreservat)
Järptjärn är ett naturreservat i Vindelns kommun i Västerbottens län.
Området är naturskyddat sedan 1997 och är 18 hektar stort. Reservatet omfattar en norsluttning och området mellan 
Stor-Järptjärnen och Lill-Järptjärnen. Reservatet består av en barrblandskog med dominans av 150-åriga tallar blandat med yngre granar och björkar.